# Eucritta
Eucritta (що перекладається як «справжня істота») — це вимерлий рід стеблових тетраподоморфів з Візейської епохи кам'яновугільного періоду в Шотландії. Назва типу і єдиного виду, E. melanolimnetes («справжня істота з чорної лагуни») є даниною поваги до фільму жахів 1954 року «Істота з чорної лагуни».
Евкрита мала багато спільних рис з іншими узагальненими карбоновими тетраподоморфами та їхніми родичами. Велика частина цих ознак була плезіоморфною, тобто вони нагадували «примітивний» стан, який був набутий, коли вперше з'явилися чотириногі хребетні («амфібії», у широкому значенні). З коротким, широким черепом, великими очима та міцними кінцівками, Eucritta пропорційно нагадував Balanerpeton, сучасний наземний чотириногий, який був одним із найдавніших представників Temnospondyli, успішної групи чотириногих, яка, можливо, створила сучасних амфібій. Однак Eucritta не виявляла ключових темноспондильних адаптацій, а також не демонструвала певних адаптацій рептиліоморфів (напрямок чотириногих, який привів би до рептилій та інших амніот). В інших випадках він має певні спільні характеристики з кожним. Його найближчими родичами, можливо, були бафетиди, такі як Megalocephalus, на основі наявності невеликих заглиблень на передньому краї очних западин.
Мозаїчне володіння ознаками, які можна побачити у бафетидів і темноспондилів, свідчить про те, що ці три групи розійшлися в кам'яновугільному періоді, а не раніше, в девоні Пропорції його кінцівок сприяють наземному способу життя, а особливості скелета свідчать про те, що він використовував буккальну насосну систему, тип дихання, який використовують сучасні амфібії..